# DSA-164
La DSA-164 es una carretera perteneciente a la Red Secundaria de la Diputación Provincial de Salamanca que une las localidades de Guijuelo y Santibáñez de Béjar.
Además también pasa por la localidad de Guijo de Ávila.

## Origen y Destino
La carretera  DSA-164  tiene su origen en Guijuelo en la intersección con la carretera  SA-104 , y termina en Santibáñez de Béjar, en la intersección con la carretera  SA-102 , formando parte de la Red de carreteras de Salamanca.